# Hexophthalma leroyi
Espèce
Hexophthalma leroyi est une espèce d'araignées aranéomorphes de la famille des Sicariidae.

## Distribution
Cette espèce est endémique du Cap-du-Nord en Afrique du Sud,. Elle se rencontre dans le parc national des Chutes d'Augrabies.

## Description
La femelle holotype mesure 12,9 mm.

## Étymologie
Cette espèce est nommée en l'honneur de John Leroy.

## Publication originale
- Lotz, 2018 : An update on the spider genus Hexophthalma (Araneae: Sicariidae) in the Afrotropical region, with descriptions of new species. European Journal of Taxonomy, no 424, p. 1-18 (texte intégral).